# Arthur Young
Arthur Young (ur. 11 września 1741 w Whitehall, zm. 12 kwietnia 1820 w Londynie) – brytyjski ekonomista i pisarz.

## Życiorys
Jego ojcem był wielebny Arthur Young, rektor szkoły w Bradfield, (hrabstwo Suffolk), kapelan speakera Izby Gmin i wpływowego polityka Arthur Onslow.
W wieku 17 lat opublikował pamflet o wojnie brytyjsko-francuskiej w Ameryce. W roku 1761 pojechał do Londynu i zaczął wydawać pismo: The Universal Museum, jednak wkrótce zarzucił wydawanie.
W latach 1787–1789 podróżował po Francji i opisywał system polityczny i sytuację tego kraju tuż przed rewolucją. Nie rozumiał dlaczego Francuzi chcą obalić dawny system, ponieważ twierdził, że jest on jednym z najłagodniejszych w Europie.